# Ptychospermatinae
Sous-tribu
Classification APG IV (2016)
Genres de rang inférieur
- Ptychosperma
- Ponapea[a]
- Adonidia
- Balaka[b]
- Veitchia[c]
- Carpentaria
- Wodyetia
- Drymophloeus[d]
- Normanbya
- Brassiophoenix
- Ptychococcus
- Jailoloa[e]
- Manjekia[e]
- Wallaceodoxa[e]

Les Ptychospermatinae sont une sous-tribu de plantes à fleurs appartenant à la famille des palmiers (Arecaceae). Cette sous-tribu de palmiers est naturellement distribuée dans la zone sud-ouest du Pacifique et contient 14 genres .

## Description
Les représentants de cette sous-tribu sont des palmiers petits à assez grands avec des feuilles pennées et les extrémités des feuilles déchirées, la gaine du manchon foliaire est très clairement développée. Les inflorescences sont largement ramifiées. Comme beaucoup de palmiers, les fleurs des espèces de la sous-tribu des Ptychospermatinae sont petites, trimères, unisexuées et toujours regroupées en inflorescences de différentes tailles. Cependant, ils présentent une grande diversité en nombre d'étamines (quelques-unes à plusieurs dizaines voire centaines),ce qui est mal comprise d'un point de vue évolutif. Bien que des progrès aient été accomplis dans l'élucidation des relations phylogénétiques au sein des Ptychospermatinae, certaines relations entre et au sein des genres restent encore à clarifier ,.

## Genres
Selon GRIN :
- Actinophloeus (Becc.) Becc. = Ptychosperma Labill.
- Adonidia Becc.
- Balaka Becc.
- Brassiophoenix Burret
- Carpentaria Becc.
- Coleospadix Becc. = Drymophloeus Zipp.
- Drymophloeus Zipp.
- Kajewskia Guillaumin = Veitchia H. Wendl.
- Normanbya F.Muell. Ex Becc.
- Ponapea Becc.
- Ptychococcus Becc.
- Ptychosperma Labill.
- Rehderophoenix Burret = Drymophloeus Zipp.
- Romanowia Sander Ex André = Ptychosperma Labill.
- Saguaster Kuntze = Drymophloeus Zipp.
- Seaforthia R. Br. = Ptychosperma Labill.
- Solfia Rech. = Balaka Becc.
- Strongylocaryum Burret = Ptychosperma Labill.
- Veitchia H. Wendl.
- Vitiphoenix Becc. = Veitchia H. Wendl.
- Wodyetia À. K. Irvine

Selon Wikispecies :
- Adonidia Becc.
- Balaka Becc.
- Brassiophoenix  Burret
- Carpentaria  Becc.
- Drymophloeus  Zipp.
- Jailoloa  Heatubun & W.J.Baker
- Manjekia  W.J.Baker & Heatubun
- Normanbya F.Muell. Ex Becc.
- Ponapea Becc.
- Ptychococcus Becc.
- Ptychosperma  Labill.
- Veitchia H. Wendl.
- Wallaceodoxa Heatubun & W.J.Baker
- Wodyetia A.K.Irvine